# So far (CSNY)
So far is een verzamelalbum van Crosby, Stills, Nash & Young uit 1974.
De leden van de band waren die zomer aan het toeren en besloten die opnames niet op een plaat te zetten. Hierdoor dreigde er gedurende langere tijd geen album te verschijnen. De platenmaatschappij besloot daarop om een stopgap release samen te stellen, ofwel met So far radiostilte te voorkomen.
De bandleden zelf vonden het absurd om uit de collectie van slechts twee albums en een single een verzamelaar samen te stellen. Een recensie van AllMusic deelt die redenering, omdat een liefhebber van dit album ook waardering zou kunnen hebben voor de twee andere albums – Crosby, Stills & Nash en Déjà vu. Om die reden is het niet een The best of ... van de band; voor een dergelijke titel ontbreekt overigens ook de hit Marrakesh Express. Het album is niettemin het enige waar zowel Ohio als Find the cost of freedom op staan, de beide nummers van de single.
Desondanks werd het album een groot succes. Tegen de achtergrond speelt mee dat de band op dat moment veel publiciteit kende vanwege de tournee waarmee ze enkel in stadions optraden; veertig jaar later verscheen hiervan alsnog de box CSNY 1974.
So far bereikte de hoogste positie in de Amerikaanse Billboard 200 en kwam op nummer 25 te staan in het Verenigd Koninkrijk.

## Nummers
| Nr. | naam                     | schrijver      | duur |
| --- | ------------------------ | -------------- | ---- |
| A1  | Déjà vu                  | David Crosby   | 4:10 |
| A2  | Helplessly hoping        | Stephen Stills | 2:38 |
| A3  | Wooden ships             | David Crosby   | 5:26 |
| A4  | Teach your children      | Graham Nash    | 2:53 |
| A5  | Ohio                     | Neil Young     | 3:00 |
| A6  | Find the cost of freedom | Stephen Stills | 1:55 |
| B1  | Woodstock                | Joni Mitchell  | 3:52 |
| B2  | Our house                | Graham Nash    | 2:58 |
| B3  | Helpless                 | Neil Young     | 3:34 |
| B4  | Guinnevere               | David Crosby   | 4:38 |
| B5  | Suite: Judy blue eyes    | Stephen Stills | 7:24 |

David Crosby · Stephen Stills · Graham Nash · Neil Young